# Northrop XP-56 Black Bullet
Il Northrop XP-56 Black Bullet, sigla aziendale NS-2, fu un caccia intercettore monoposto, monomotore in configurazione spingente, monoplano privo di piani orizzontali di coda, sviluppato dall'azienda aeronautica statunitense Northrop Corporation negli anni quaranta durante la seconda guerra mondiale, rimase allo stadio di prototipo.
Realizzato in due soli esemplari, fu uno dei più radicali aerei sperimentali costruiti durante la seconda guerra mondiale, adottando soluzioni tecniche che ne vanificarono la concretezza. Dimostratosi un fallimento non venne mai avviato alla produzione in serie.

## Design e sviluppo
L'idea iniziale del XP-56 fu piuttosto radicale per il 1939. Non doveva avere una coda orizzontale ma solo una piccola verticale, utilizzava un motore sperimentale e doveva impiegare un nuovo metallo, il magnesio. Il velivolo doveva avere un'ala con una piccola fusoliera centrale per ospitare il motore e il pilota. Si sperava che questa configurazione avrebbe avuto meno resistenza aerodinamica di un aereo convenzionale.
L'idea di questo aereo monoposto nacque nel 1939 con il modello Northrop N2B. È stato progettato utilizzando il motore X-1800 della Pratt & Whitney e tramite la configurazione spingente, azionavano le eliche controrotanti. Il 22 giugno 1940, l'USAAF ordinò alla Northrop di iniziare i lavori di progettazione, dopo aver rivisto il progetto originale, il 26 settembre 1940 fu presentato il primo prototipo. Poco dopo l'inizio dei lavori di progettazione, Pratt & Whitney fermò lo sviluppo del motore X-1800. Nonostante fu sostituito con il R-2800, fu considerato completamente inadatto. Anche se il nuovo motore era più potente rispetto al suo predecessore (2,100 hp contro i 1,800 hp), oltre ad avere un diametro maggiore necessitava di una fusoliera più grande per contenerlo. Questo cambiamento ritardò il programma di cinque mesi. Si prevedeva che il nuovo motore avrebbe richiesto un aumento di peso di ben 2.000 libbre e un aumento nella velocità massima di 14 mph. Dal momento che questo design senza coda era nuovo e piuttosto pericoloso, fu deciso di costruire un piccolo aereo leggero di configurazione per effettuare delle prove, si chiamava Northrop N-1M. In parallelo al design del XP-56, furono condotte delle prove di configurazione utilizzando questa fusoliera che risultarono di successo, la quale confermarono il layout di base. Due piccoli motori della Lycoming Engines alimentarono il velivolo. Queste prove confermarono la stabilità del design radicale, dopo la revisione l'USAAF decise di costruire un secondo prototipo, la quale fu ordinato il 13 febbraio 1942.
La Northrop costruì il Black Bullet utilizzando il magnesio per il rivestimento e fusoliera dell'aereo, perché si prevedeva che l'alluminio sarebbe stato scarsamente fornito a causa delle esigenze in tempo di guerra. Poiché il magnesio non può essere facilmente saldato con le tecniche tradizionali, Northrop assunse Vladimir Pavlecka per sviluppare la tecnica di saldatura ad arco con elettrodo infusibile, denominata saldatura TIG. Successivamente si scoprì che negli anni 1920, la General Electric aveva già sviluppato tecniche simili.

## Utilizzatori
Stati Uniti
- United States Army Air Forces